# Sacro Monte di Ossuccio
Der Sacro Monte di Ossuccio ist ein Wallfahrtsort im italienischen Ossuccio, der zu den sogenannten Sacri Monti gehört. Die Wallfahrtsstätte liegt auf der Westseite des Comer-Sees. Die Sacri Monti im Piemont und in der Lombardei sind seit 2003 Bestandteil des UNESCO-Weltkulturerbes.

## Geschichte

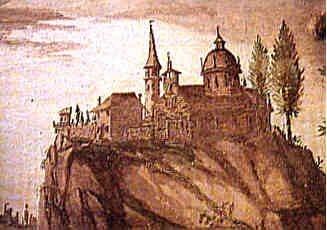
Zeitgenössische Darstellung des Sacro Monte auf einem Fresko in der Kapelle XIV

Die vierzehn Kapellen des Sacro Monte enthalten Darstellungen der Rosenkranzgeheimnisse. Sie wurden zwischen 1635 und 1710 an einem ansteigenden Weg errichtet, der zu einer Kirche führt, die der Gottesmutter geweiht ist. Zu den Darstellungen der Mysterien des freudenreichen, des schmerzhaften und des glorreichen Rosenkranzes gehören 230 Statuen, die von verschiedenen italienischen Künstlern aus Terrakotta geschaffen wurden. Die Baulichkeiten auf dem Sacro Monte di Ossuccio gehen auf Franziskanerbrüder zurück, die sie mit der Unterstützung adliger Familien aus der Umgebung errichten ließen; Wappen dieser Familien schmücken die Türen einiger Kapellen.
Der Bau der Wallfahrtskirche wurde im Jahre 1537 errichtet, die Apsis und die Seitenschiffe entstanden später. Der Glockenturm von dem Architekten Giovanni Battista Bianchi wurde nach fünfundzwanzigjähriger Arbeit 1719 vollendet.

## Kapellen
Jede der Kapellen ist der Darstellung eines Rosenkranzgeheimnisses gewidmet, dabei folgen die Kapellen dem Schema des wöchentlichen Rhythmus des Rosenkranzgebets in der katholischen Kirche: auf die Kapellen mit den freudenreichen Geheimnissen folgen die der schmerzhaften, dann die der glorreichen. Die Kirche mit der Darstellung der Krönung Mariens in den Himmel ist zugleich die 15. Station des Weges.
| Anordnung der Kapellen | Anordnung der Kapellen                                 | Anordnung der Kapellen | Anordnung der Kapellen | Anordnung der Kapellen              |
| ---------------------- | ------------------------------------------------------ | ---------------------- | ---------------------- | ----------------------------------- |
| I                      | Die Verkündigung                                       |                        | VIII                   | Die Krönung mit Dornen              |
| II                     | Die Heimsuchung                                        |                        | IX                     | Der Aufstieg zum Kalvarienberg      |
| III                    | Die Geburt Jesu Christi                                |                        | X                      | Die Kreuzigung                      |
| IV                     | Die Darstellung Jesu im Tempel                         |                        | XI                     | Die Auferstehung                    |
| V                      | Die Wiederauffindung des zwölfjährigen Jesus im Tempel |                        | XII                    | Die Himmelfahrt                     |
| VI                     | Das Gebet am Ölberg                                    |                        | XIII                   | Die Aussendung des Heiligen Geistes |
| VII                    | Die Auspeitschung                                      |                        | XIV                    | Die Aufnahme Mariens in den Himmel  |

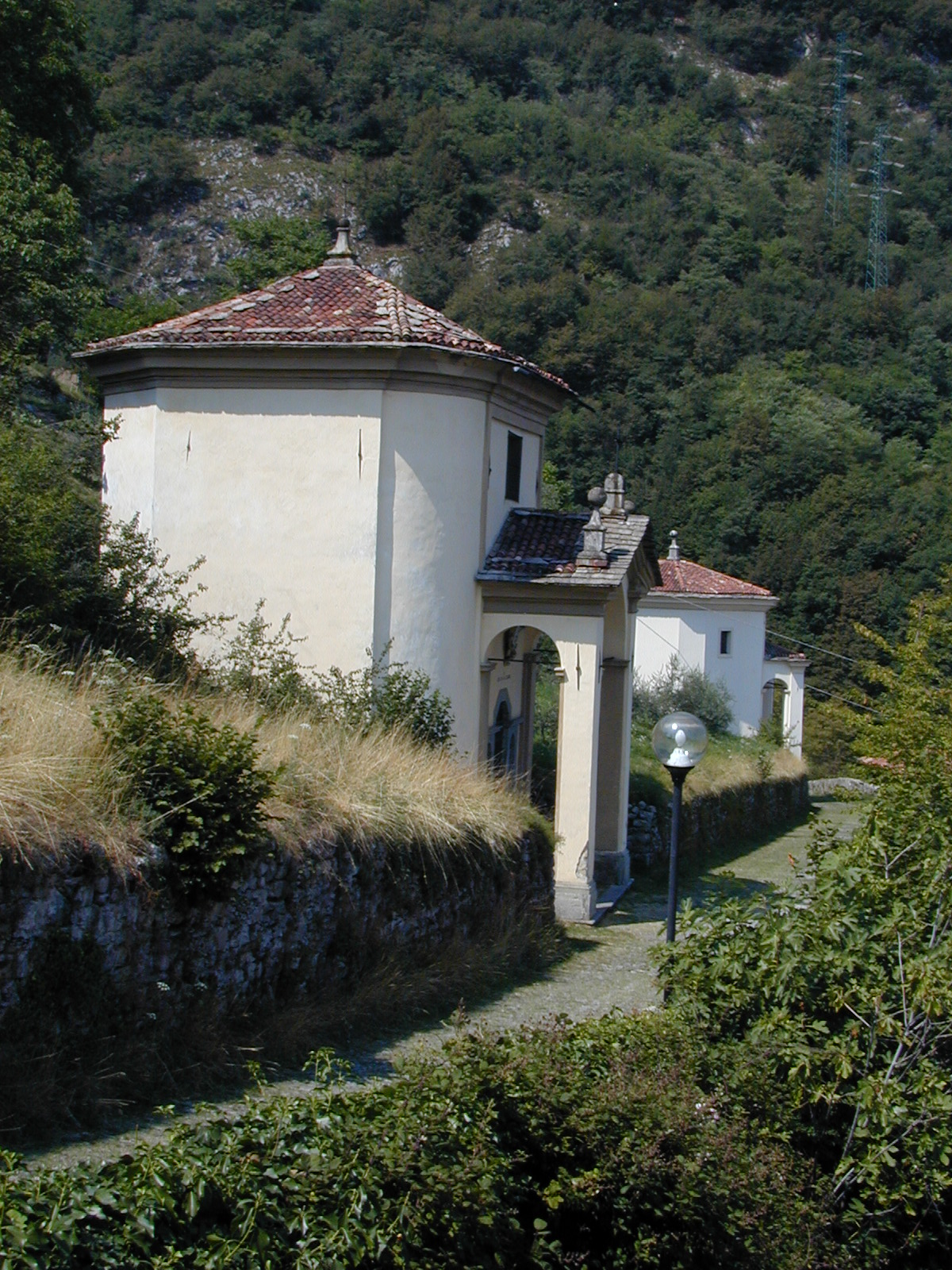
Kapellen
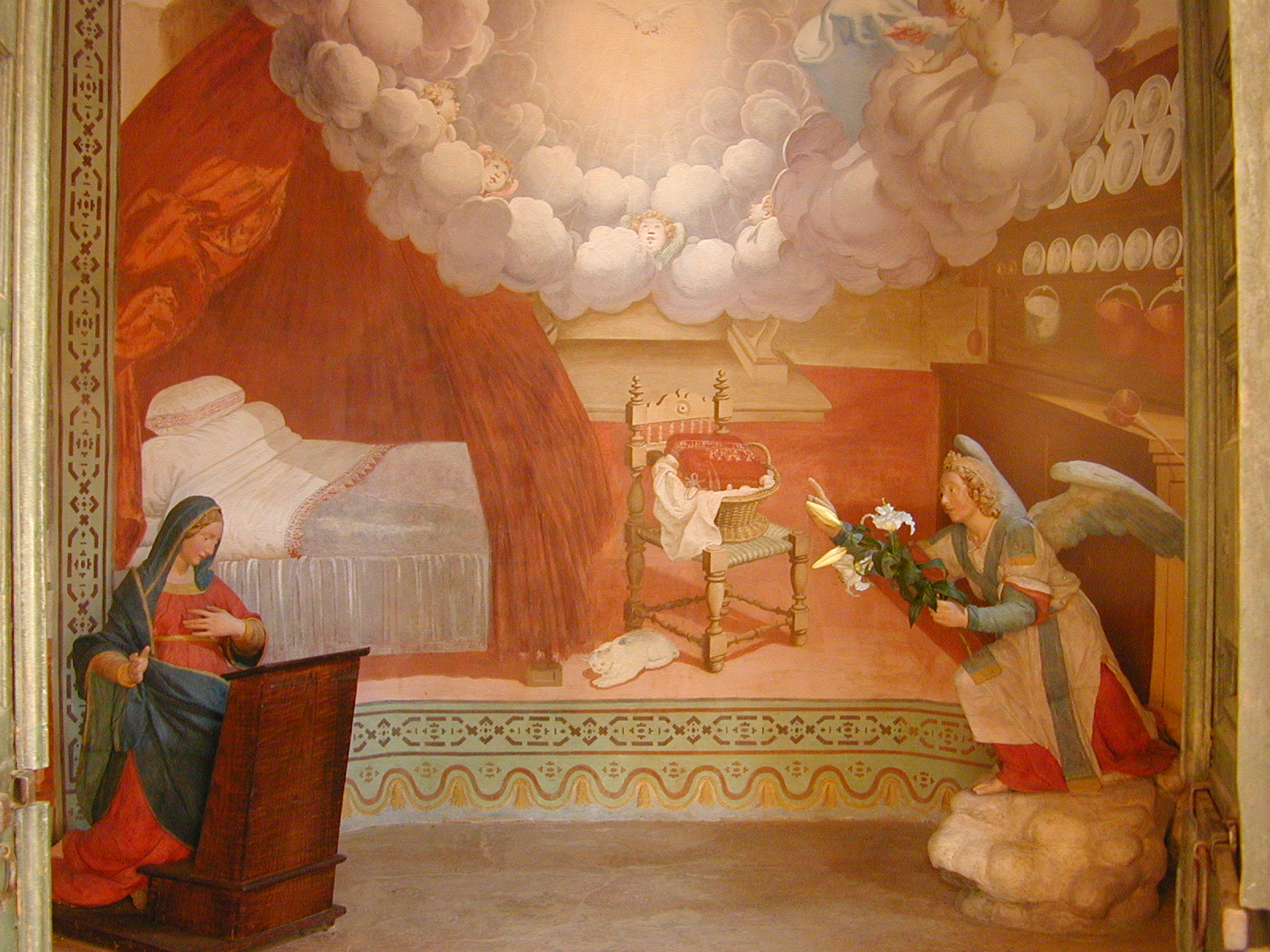
Kapelle I, Verkündigung des Herrn
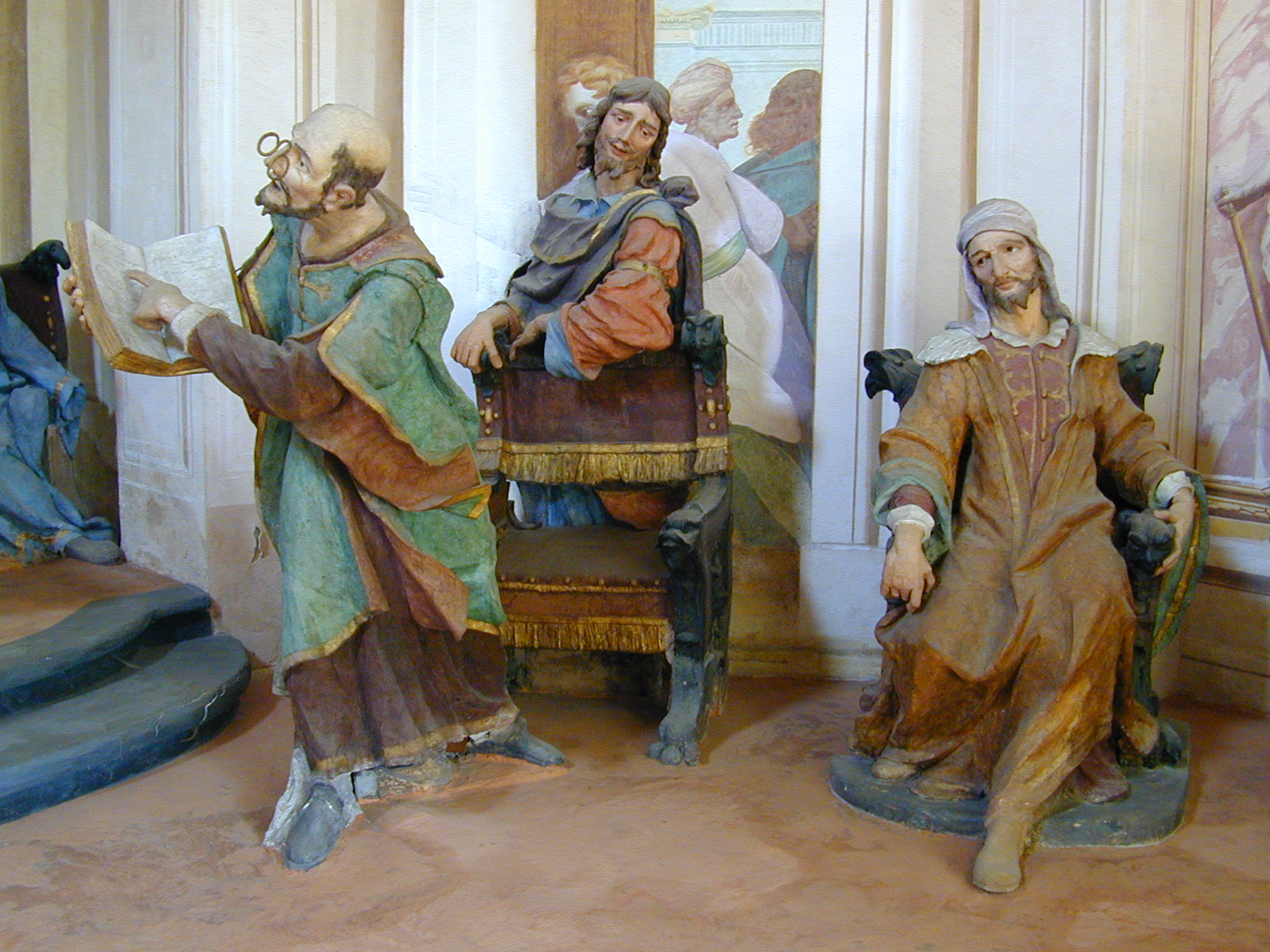
Kapelle V, Wiederauffindung des zwölfjährigen Jesus im Tempel
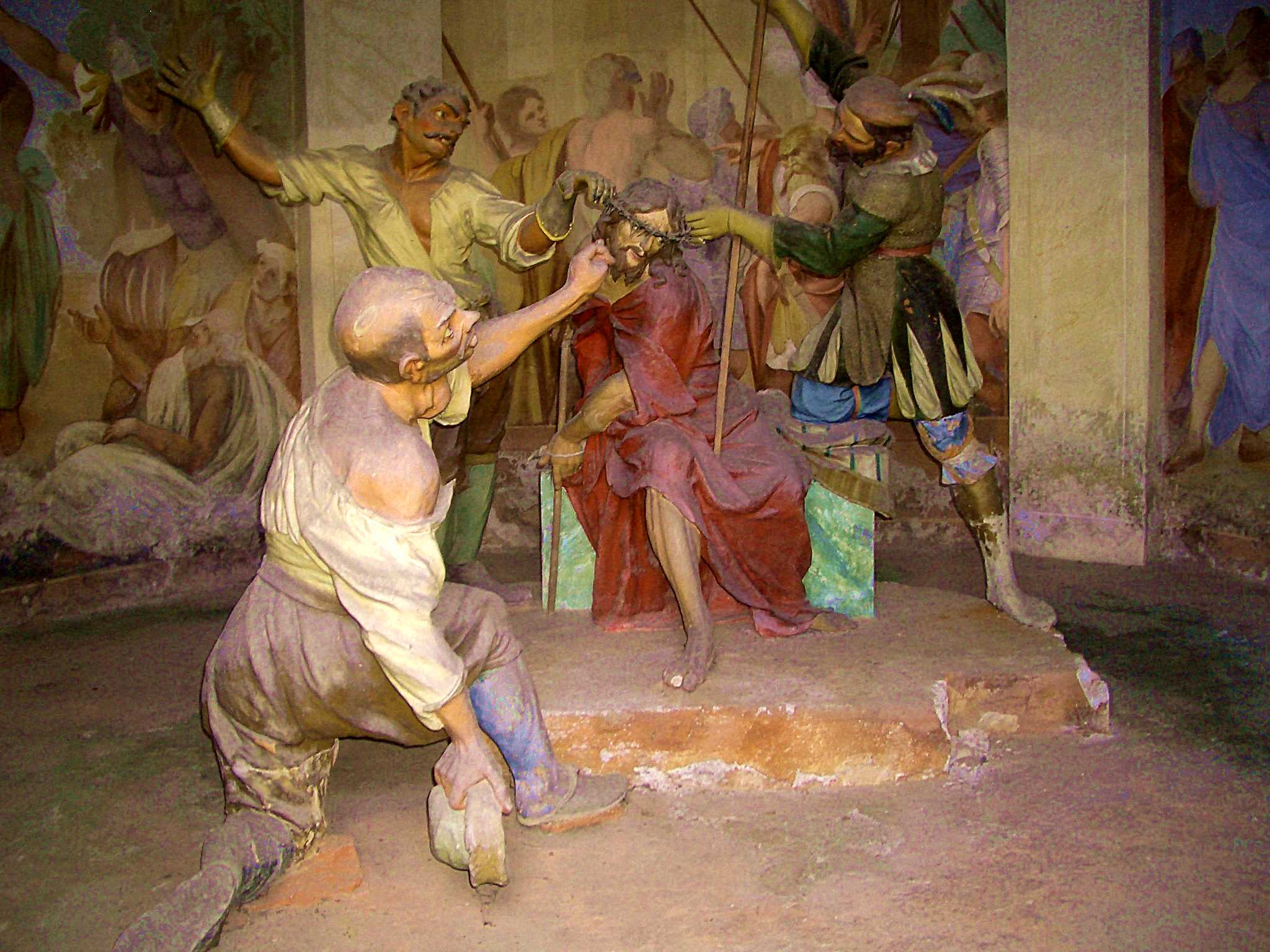
Kapelle VIII, die Krönung Jesu mit einer Dornenkrone
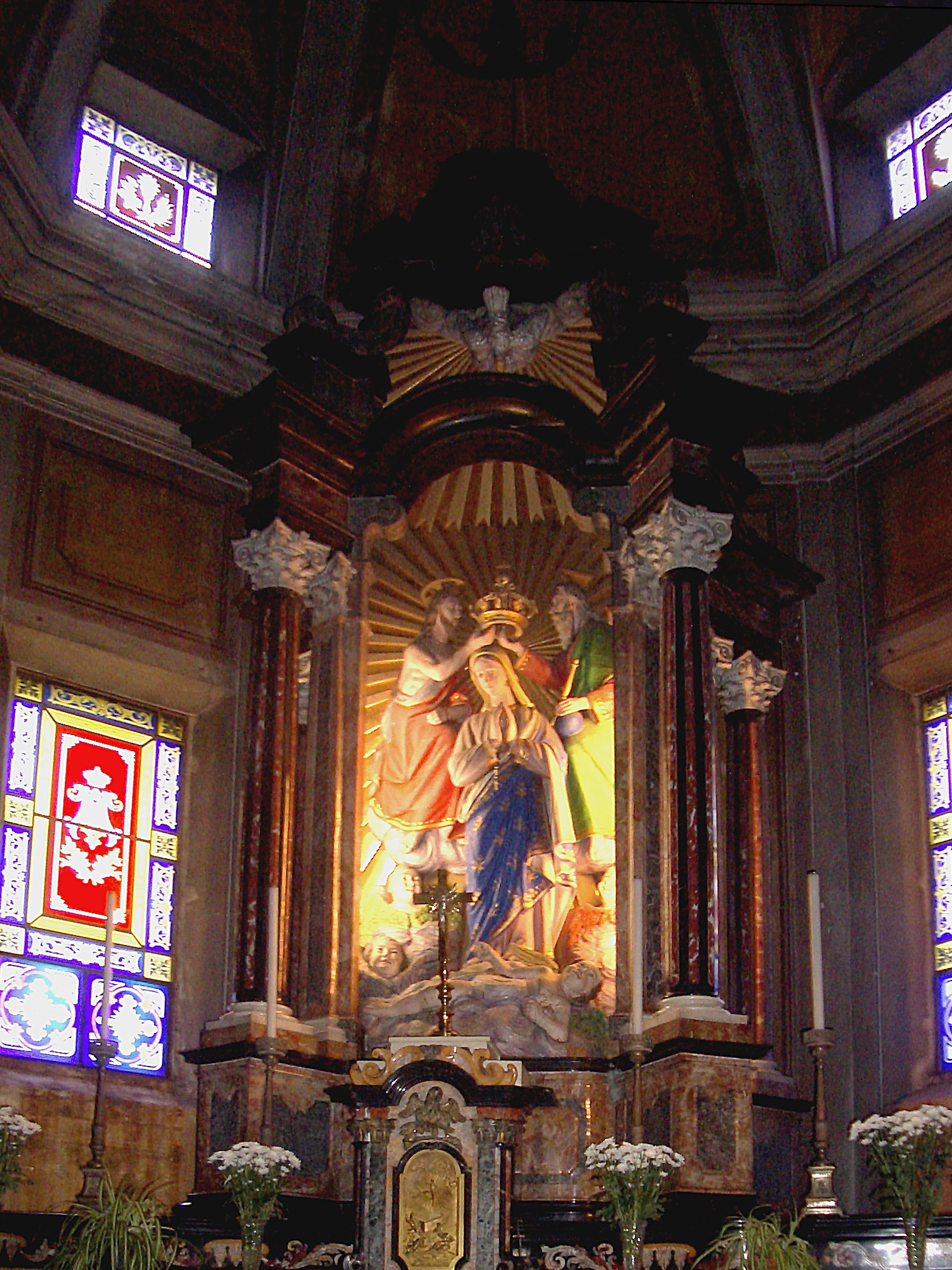
Hochaltar der Wallfahrtskirche mit der Krönung der Gottesmutter in den Himmel